# Бриджуотер, Брэдли
Брэ́дли Ма́йкл Бриджуотер (англ. Bradley Michael Bridgewater; род. 29 марта 1973, Чарлстон) — американский пловец, чемпион летних Олимпийских игр 1996 года, призёр чемпионата мира на короткой воде, чемпион Панамериканских игр.

## Спортивная биография
Заниматься плаванием Бриджуотер начал заниматься во Флориде в школе Лейк-Мэри под руководством олимпийского чемпиона 1972 года Фреда Тайлера. Свою первую крупную награду Брэдли получил в 1995 году на Панамериканских играх, став чемпионом на 200-метровке на спине.
В 1996 году Брэдли дебютировал на летних Олимпийских играх в Атланте. Американский пловец соревновался на дистанции 200 метров на спине. В первом раунде Бриджуотер показал лучшее время (1:59,04) среди всех участников. Финальный заплыв сложился для американца непросто. По сравнению с предварительным заплывом Брэдли удалось улучшить своё время на полсекунды и этого оказалось достаточно для победы. Финишировавший вторым американец Трипп Швенк отстал от Бриджуотера на 0,45 секунды. В 1998 году Бриджуотер пробился в финал мирового первенства на 200-метровке на спине, где стал 5-м.
На чемпионате мира 2000 года на короткой воде стал серебряным призёром на своей коронной дистанции, уступив только хорвату Гордону Кожуль